# Lodewijk Willemsens

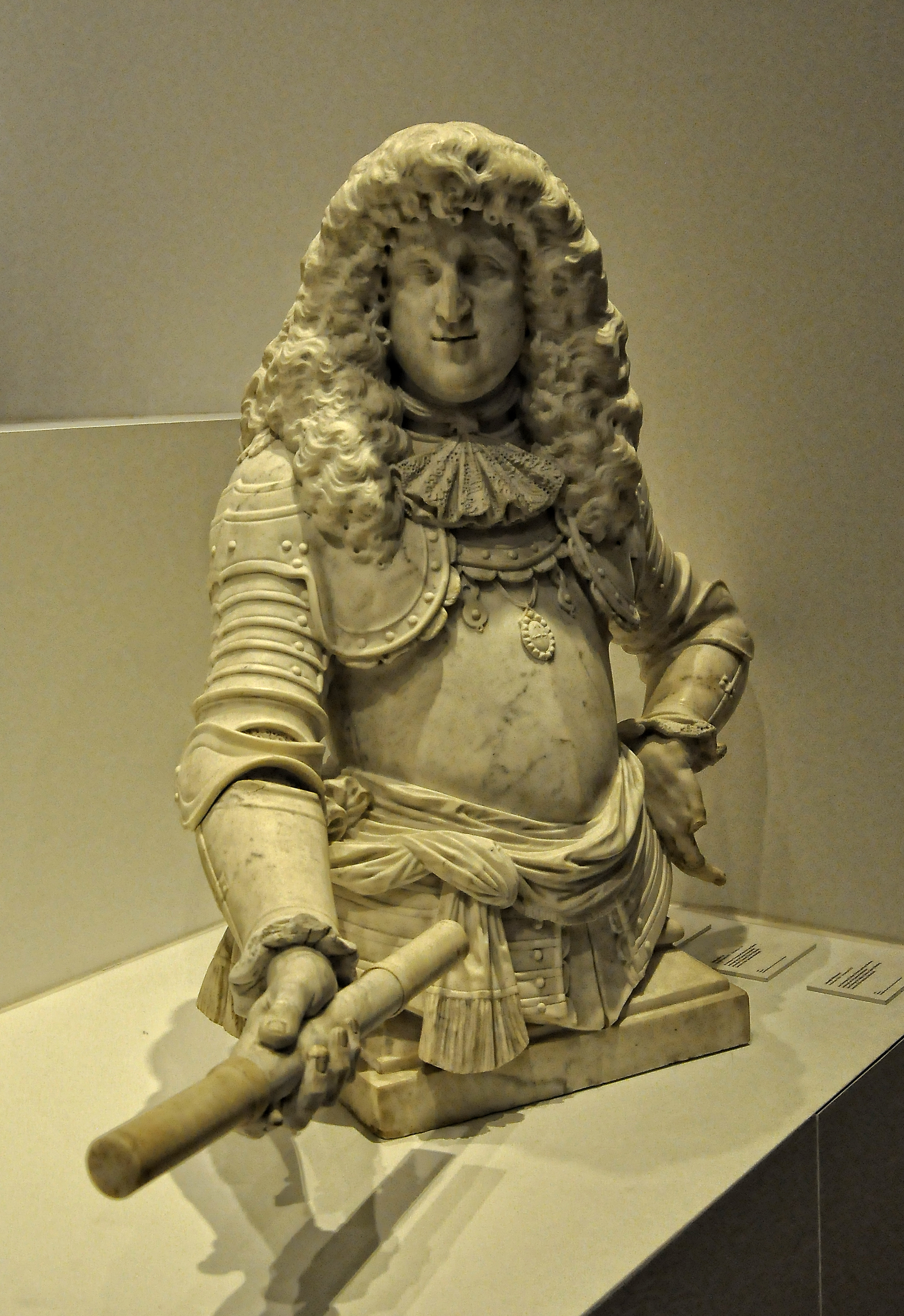
Juan Domingo de Zuñiga y Fonseca in het Museum aan de Stroom

Lodewijk Willemsens (1630-1702) was een beeldhouwer, actief in de Zuidelijke Nederlanden. Hij vervaardigde onder meer een marmeren beeld van Juan Domingo de Zuñiga y Fonseca, landvoogd van de Zuidelijke Nederlanden. Hiermee betuigde het Antwerpse Sint-Lucasgilde haar dank voor de financiële steun die ze van de landvoogd ontving.
Lodewijk Willemsens beeldhouwde ook een aantal werken voor de Sint-Lambertuskerk te Wouw. 
- Biografisch Portaal: 52885563
- RKD-Nederlands Instituut voor Kunstgeschiedenis: 241144
- Union List of Artist Names: 500106609
- Virtual International Authority File: 96476840
- WorldCat: E39PBJvCPPWd3db9YkKGfw74MP